# 조지 미드
조지 고든 미드(영어: George Gordon Meade, 1815년 12월 31일 ~ 1872년 11월 6일)는 남북 전쟁 당시 활약한 미국의 직업 군인이고, 여러 개의 등대를 포함한 해안 건설에 관여했던 토목기사였다. 세미뇰 전쟁과 미국-멕시코 전쟁의 전투에서 공적을 세웠다. 남북 전쟁 때 북군의 소장으로 근무했고, 여단 지휘관에서 포토맥군 지휘관으로까지 승진했다. 1863년 게티스버그 전투에서 남군의 로버트 E. 리 장군을 격파한 것으로 기억되고 있다.
1864년부터 1865년에 걸쳐 오버랜드 전역, 리치먼드-피터스버그 전역 및 애포마톡스 전역에서 포토맥군의 지휘관을 맡았으나, 총사령관 율리시스 그랜트중장의 직접감독으로 인해 그 빛이 바랬다.

## 초기 경력
미드는 에스파냐의 카디스에서 리처드 워섬 미드(Richard Worsam Meade)와 마가렛 코츠 버틀러 미드(Margaret Coats Butler Meade) 부부의 11명의 아이들 중 8번째 아이로 태어났다. 형 리처드 워섬 미드 2세는 훗날 해군장교가 되었다. 아버지는 미합중국 정부의 해군 대리인으로써 에스파냐에서 활동한 필라델피아의 유복한 상인이었으나, 나폴레옹 전쟁에서 에스파냐를 지원했기 때문에 재산을 모두 잃고 돌아와 1828년 미드가 10대때 죽었다. 가족은 아버지가 죽은 지 6개월 뒤 희망 없는 재정상황 그대로 미국으로 돌아왔다. 미드 청년은 볼티모어의 마운트호프 인스티처션을 다니다 주로 경제적인 이유로 1831년 웨스트포인트에 입학했다. 1835년 졸업생으로 졸업생 56명 중 19등으로 졸업했다. 1년간 플로리다주의 제3 아메리카 포병연대에 근무하며, 세미뇰족 인디언과의 전투를 통해, 그 후 웨스트포인트에 재적할 때부터 군인은 원하던 직업이 아니었기에 육군에서 제대했다. 앨라배마주, 조지아주 및 플로리다 주의 철도에서 어느덧 미합중국 육군성을 위해 토목기사로서 활동했다. 1840년 12월 31일, 존 서젠트(John Sergeant)의 딸 마가렛타 서젠트(Margaretta Sergeant)와 결혼했다. 존 서젠트는 1832년 미합중국 대통령선거에서 헨리 그레이후보의 부대통령후보로써 출마한 사람이었다. 미드 부부에게는 7명의 아이가 태어났다(존 서젠트, 마가렛트 버틀러, 스펜서, 세라 와이즈, 헨리에타 및 윌리엄). 신혼생활의 남자에게 안정적인 민간의 업무를 보는 것은 어렵기에 1842년 군대에 재입대해 지형공병군단의 소위로 임관되었다.
미드는 미국-멕시코 전쟁에 종군해 재커리 테일러, 윌리엄 J. 워스 및 로버트 패더슨 장군의 참모가 되어, 몬테레 전투에서 용감한 행동으로 중위로 명예승진했다. 전쟁후에는 주로 등대 및 방파제 건설 등 플로리다주 와 뉴저지 주의 해안측량에 나섰다. 롱비치 아일랜드의 버네켓 등대, 애틀라틱시티의 아브스콘 등대, 케프메이의 케프메이 등대, 주피터의 주피터 인렛트 등대 및 플로리다 키즈의 소브레모키 등대를 설계했다. 또한 수력램프도 설계했고, 이것은 미국의 등대에서 사용하기 위해 등대국에서 채용되었다. 1856년 대위로 승진하고, 그 후 1861년 남북전쟁이 발발할 때까지, 토목기사로서의 경력에 특필할 만한 일은 없었다.

## 남북전쟁

### 초기 지휘

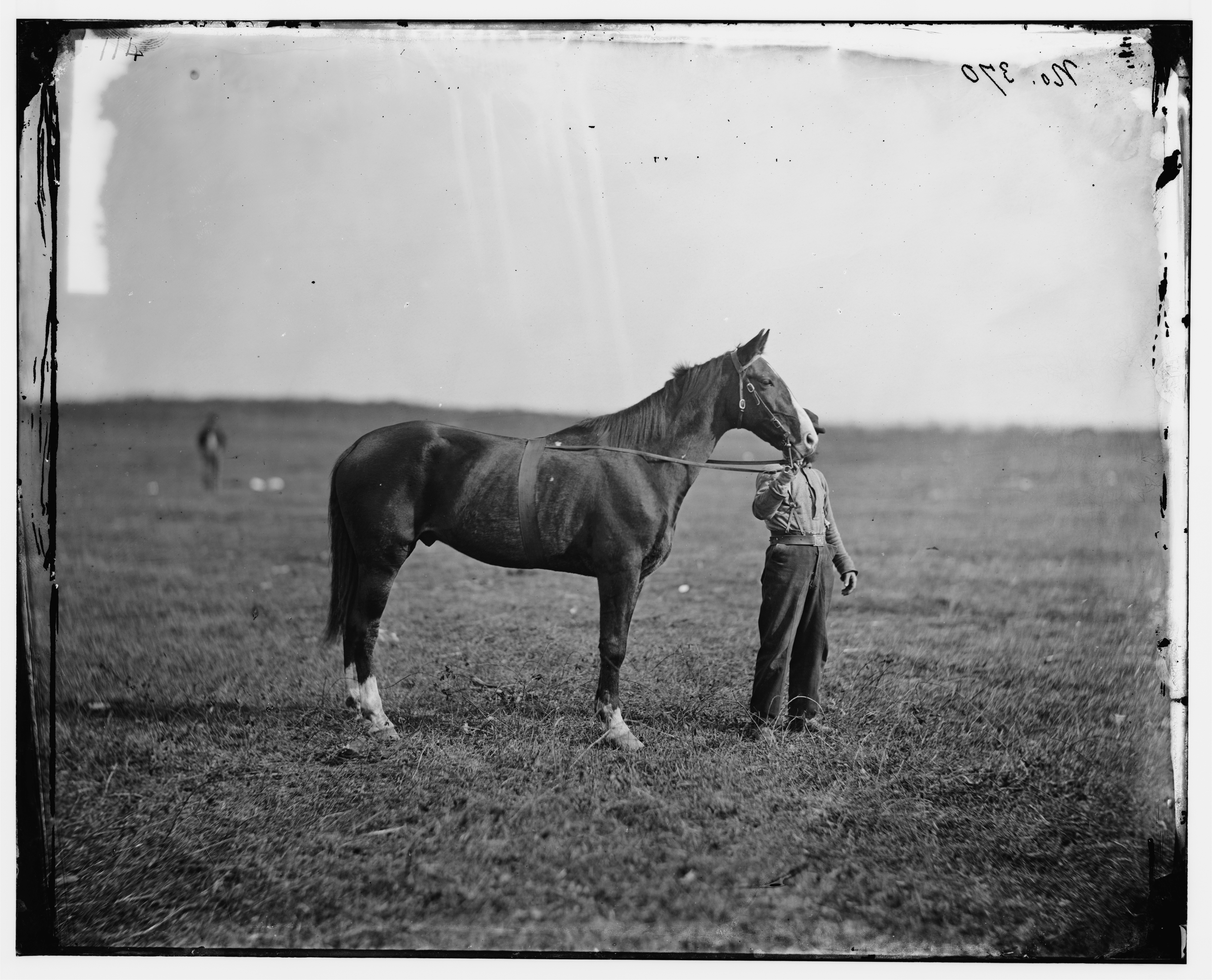
미드 장군의 군마 올드 발티

남북전쟁 발발로부터 수개월 후인 1861년 8월 31일, 미드는 대위에서 지원병의 준장으로 승진했다. 이것은 펜실베이니아주지사 앤드류 카틴의 강력한 추천에 의한 것이다. 전쟁초기에 징병된 펜실베이니아 예비역 연대의 제2여단 지휘관으로 임관되어, 처음엔 워싱턴 D.C. 주변의 방어요새화 공사에서 유능함을 나타냈다. 이 여단은 반도 전역에서 조지 매클라렌소장의 포토맥군에 가세했다. 7일 전투중 하나인 그렌딜 전투에서 미드는 팔, 등, 옆구리에 중상을 입었다. 북버지니아 전역과 제2차 불런 전투때에는 완전하진 않지만 회복되어 여단을 이끌고 버지니아군의 어빈 맥도웰군단에 합세했다. 미드의 여단은 헨리 하우스빌에서 영웅적인 진지사수를 벌여 철수하는 북군의 후위를 지켰다. 수일 후 메릴랜드 전역의 개시때, 포토맥군 제1군단 제3사단의 지휘임무를 받아, 사우스 마운틴 전투에서 눈부신 활약을 했다. 미드의 여단이 사우스 마운틴 고지를 강습할때, 상관인 군단지휘관 조지프 후커는 [미드를 보라! 이런 부대를 데리고, 이렇게 이끌수 있다면 무엇이든 이길 수 있다!]라고 소리를 질렀다. 앤티텀 전투에서 부상당한 후커를 대신해 제1군단의 지휘를 맡았으나, 이것은 매클라렌 자신이 미드보다 상급의 기타 장군들을 무시하고 선정한 것이다. 이 전투에서도 활약했으나, 넓적다리에 부상을 입었다.
프레데릭스버그 전투에서는 미드의 사단이 전장의 남쪽에 있던 스톤월 잭슨 중장이 지휘하는 군단의 틈을 노리고 들어가, 북군에서 유일하게 남군 전열(戰列)을 돌파했다. 이 군공으로 1862년 11월 29일로 거슬러 올라서 지원병의 소장으로 승진했다. 그러나 이 돌파도 원군이 없어, 사단에게 큰 손실을 입은 결과가 되었다. 이 전투 후, 제5군단의 지휘를 맡았고, 다음해 봄 챈슬러즈빌 전투에 참전했다. 이때 포토맥군을 지휘한 후커장군은 거대한 공격적인 작전을 기도했으나, 실시할 때쯤에 마음에 병이 생겨, 남군이 주도권을 갖는 걸 허락했다. 미드의 군단은 전투 동안 거의 예비대로써 있게 되어, 북군의 패배를 막지 못했다. 이 전투 후, 미드는 리 장군의 군대에 대해 공격을 재개하는 것을 후커에게 강력히 호소했으나, 아무 소용이 없었다.

### 포토맥군과 게티스버그

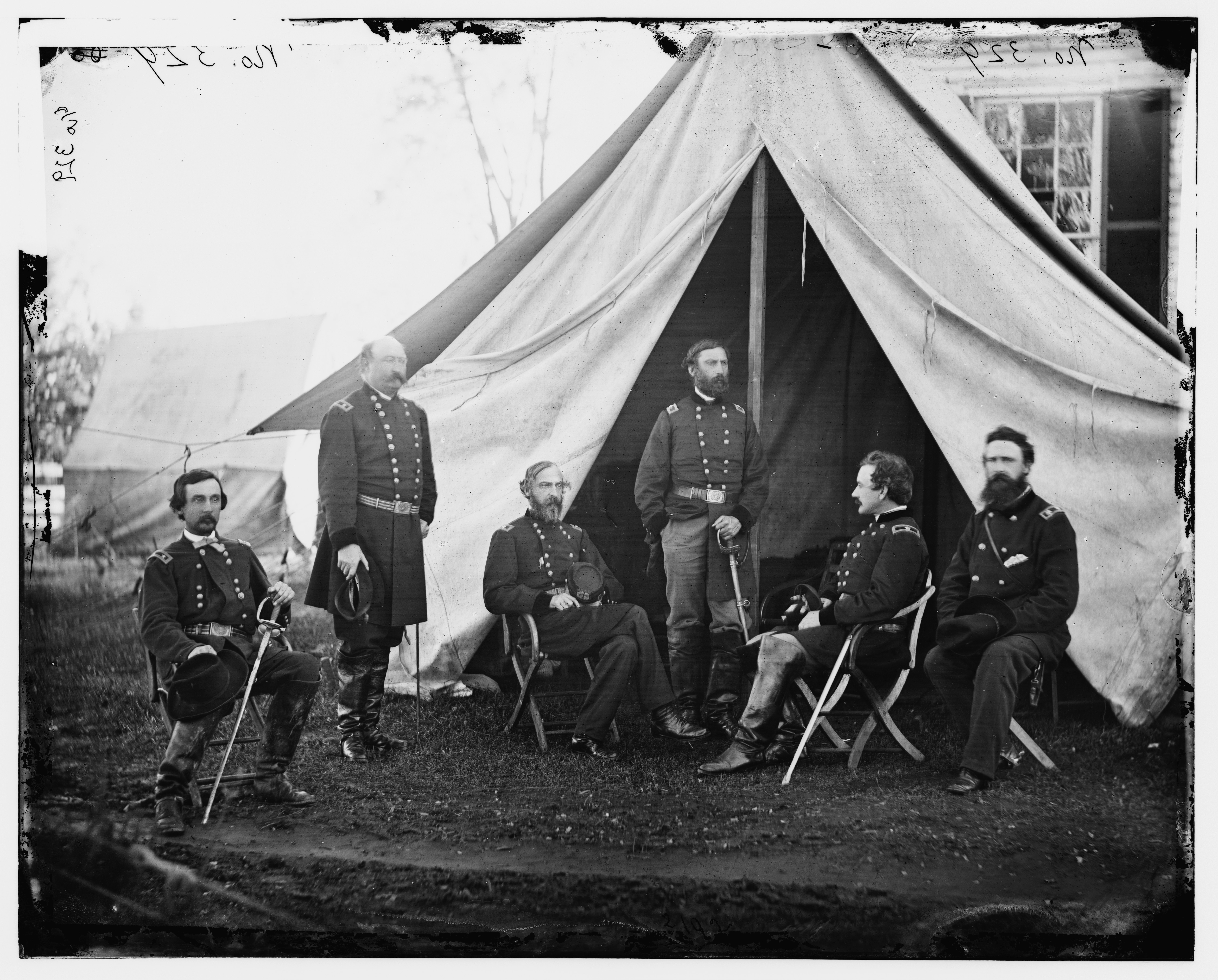
포토맥군 지휘관들, 왼쪽부터 가베누아 K. 워렌, 윌리엄 H. 프렌치, 조지 미드, 헨리 J. 헌트, 앤드류 A. 헌프리즈, 조지 사이클스. 1863년 9월.

후커는 게티스버그 전역에서 리 장군을 추적할 때 포토맥군 지휘관을 사임했다. 1863년 6월 28일 이른아침, 에이브라햄 링컨대통령의 사자가 도착해 미드를 후커의 후임으로 지명한다는 것을 전했다. 미드는 놀라움이 격해, 후에 아내에게 보낸 편지에서 장교가 그의 텐트에 들어와 그를 일으켰을 때, 군대의 정치적인 힘이 작용해 그를 체포하러 왔다고 생각했다고 편지에 썼다. 미드는 적극적으로 지휘관직을 요구하지 않았었고, 대통령이 처음에 선택한 사람도 아니었다. 포토맥군에서 미드보다 상위에 있던 4명의 장군들 중 1명인 존 F. 레이놀즈는 처음 대통령으로부터 임명 제안을 받고 거절했다. 레이놀즈는 게티스버그 전투 첫날에 전사했다.
미드는 메릴랜드주 프레데릭의 프로스벤크트홀에서 지휘관직을 받았다. 리의 북버지니아군은 펜실베이니아주에 침공을 했지만, 원래 군단 지휘관인 미드는 이 군대와 남은 부대의 배치에 대해 거의 정보가 없었다. 약 3일 후, 1863년 7월 1일부터 3일까지 벌어진 게티스버그 전투에서 미드는 리의 군대와 대치했다. 이 전투에서 북군의 승리는 남북전쟁의 향방을 결정짓는 전환점이라 생각되고 있다. 이 전투는 7월 1일 남군 보병과 북군 기병이 게티스버그에서 우연히 조우하여 벌인 전투에서 파급된 결과로써 거의 의도가 없는 상태에서 시작되었다. 하루가 끝날 때까지 북군 2개군단이 거의 괴멸되었으나, 방어에 적절한 진지를 확보했다. 미드는 남은 부대를 게티스버그로 급히 보내고, 교묘히 이 부대를 방어전에 사용해 좌익, 우익 및 중앙에서 벌어진 격렬한 공격에 신속히 대응해 피켓의 돌격이라 불리는 리의 군대의 중앙에 대한 파멸적인 공격으로 집약시키게 만들었다.
이 3일간 미드는 존 F. 레이놀즈, 윈필드 스콧 핸콕 소장 등 유능한 부하를 교묘히 이용해, 그들에게 큰 책임을 주었다. 미드의 평판에 대해서 불행한 것은 그는 후커로부터 뒤를 물려받은 정치적인 조종자를 **취급할 수밖에 없었다. 제3군단 지휘관 다니엘 싱클스 및 미드의 참모장교 다니엘 베더필드는 미드의 지휘관으로서의 결단과 용기에 의문을 품었고, 전후에 곤란함을 남겼다. 싱클스는 미드의 전임자 조지프 후커에게 충실한 사람이었고, 또한 게티스버그에서 격한 논쟁을 미드와 벌였기에 미드에 대해 개인적인 복수극을 전개했다(싱클스의 제3군단 지휘관으로의 심각한 명령불복종은 북군에 있어 전투, 또 그 후의 전쟁의 대부분에 손실이었다). 미합중국의회 양원 전쟁속행위원회의 급진파 공화당은 미드가 카페벤트(북부에서 남북전쟁의 휴전추진파)가 아닐지 의심하여 지휘관에서 물러나야 한다고 주장했으나 실패로 끝났다.
게티스버그에서 커다란 손실을 입은 남군은 버지니아 주로 철수했다. 미드는 남군의 철수중에 공격적으로 추격하지 않은 일로 링컨 및 다른사람들에게 비판을 받았다. 그 시점에서 북버지니아군은 비 때문에 엄청나게 불어나 건널 수 없었던 포토맥강을 등뒤로 삼아 매우 위험한 상태에 있었으나, 미드가 효과적인 공격을 조직해 나갈 때 이미 강력한 방어진을 구축해 놓았다. 링컨은 여기서 전쟁을 끝낼 기회를 잃어버렸다고 생각했다. 그런데도 미드는 정규군의 준장으로 승진했고, 의회의 감사장에서는 [...게티스버그에서 반란군의 고참병부대를 라파하노크강을 넘어 격퇴하고, 격파하여 후퇴시켜 파괴하고, 또 사기를 상실한 것을 교묘히 영웅적인 무용에 대해(미드)와 포토맥군의 장교와 병사를] 극찬했다.
1863년 가을 남은 작전 시즌인 브리스트 전역 및 마인란 전역에서는 적의 참호로 둘러싼 방어진에 대해서 공격을 주저했기 때문에 미드는 리에게 농락당해 소규모의 결판이 나지 않은 전투를 벌이고 철수했다..
미드는 유능해서 외견상은 겸양한 남자였다.

### 미드와 그랜트
1864년 3월 율리시스 그랜트중장이 북군 총사령관에 지명될 때, 미드는 사임을 요청했으나 그랜트는 이것을 거절하고, 미드와 그의 포토맥군은 그랜트의 휘하에 들어가게 되었다. 그랜트는 전쟁의 남은 기간 자신의 본부를 미드와 함께 사용했고, 여기서 미드가 받게 된 밀접한 감독에 신경을 쓰면서 지내게 되었다. 1964년 6월, [필라델피아-잉크와일러]지의 기자 에드워드 클로프시의 불합리한 기사를 미드가 질책한 사건 후, 그 군대담당의 모든 기자가 미드에 대해서는 나쁜 것만을 취급하자고 합의했다. 미드는 이런 합의에 대해서 알지도 못하고, 모든 수훈을 그랜트에게 준 기자들의 기사에 미드를 분노하게 했다.
미드와 그랜트는 여러 가지 다른 점이 있었고, 거기서 두 사람 간의 마찰이 깊어졌다. 그랜트는 남군에 대해 오버랜드 전역에서 소모전을 속행하였고, 북군은 병사를 보충할 수 있는 데 반해 남군은 그러지 못하다는 것을 알고 난 뒤에는 이전에는 인정하지 않았던 손실도 과감하게 받아들이게 되었다. 미드는 1862년의 하급지휘관때 공격적인 공적에도 불구하고, 어느덧 신중한 장군이 되어 참호에 숨은 적에 대해 공격의 무의미함을 알고 있었다. 오버랜드 전역에서 미드군이 엄청난 손실이 많은 반격의 대부분은 그랜트의 명령에 의한 것이기에 결과적으로 리군은 피터스버그 주변의 참호에 몰아넣은 공격적인 군의 조종도 그랜트의 주도에 의해서였다. 미드의 불만을 사게 된 것은 그랜트가 서부전선에서 데리고 온 부하들에게 때에 따라서 호의적으로 대우한 것 때문이었다. 그 중요한 사례를 보면 미드가 필립 세리던의 기병군단에게 내린 지시를 그랜트가 방해한 것을 들 수 있다. 미드는 세리던의 부대가 전통적인 기병의 역할인 정찰, 차단 및 병참부대의 호위를 해야한다고 주장했다. 그러나 세리던은 직접 그랜트를 만나 남군의 기병대 및 리치먼드에 대한 전략적인 기습을 가해도 된다는 허가를 얻어냈다.
미드는 일반에게 그랜트의 감독하에서 오버랜드 전역 및 리치먼드-피터스버그 전역을 효과적으로 수행했으나, 소수의 나쁜 판단사례가 그의 평가를 상처입게 만들었다. 콜드하버 전투때 미드는 자신의 군단지휘관의 감독이 부적절하다고 생각해, 그 비참한 정면공격 전에 정찰을 해야한다는 주장을 하지 않았다. 이해할 수 없게도 공격 직후에 아내에게 보낸 편지에는 공격을 명령하는 것은 자신뿐이라고 자랑스럽게 표현했다. 피터스버그의 최초 공격 때 리 장군이 전선의 보강을 하기전에 다시 자신의 군단에게 공격하라고 연락을 하지 않았기 때문에 피터스버그 포위전은 10개월이나 더 지체하게 만들었다. 미드는 앰브로스 번사이드가 제안한 피터스버그 동쪽의 남군전선 아래에 갱도를 파고 폭탄을 설치후 터뜨린다는 작전을 승인했으나, 최후의 순간에 번사이드의 작전에 있어서 이 작전을 위해 고도의 훈련을 쌓았던 아프리카계 아메리카인의 사단이 공격을 주도하는 작전안을 변경해, 정치적으로 위험도가 적은 쉬운 방안을 채택해, 훈련을 제대로 받지도 못한 오합지졸에 불과하지만 인솔하는 장교가 백인인 사단으로 대신한다는 대안을 내놓아 교환했다. 크레이터 전투의 결과는 이 전쟁 중에서도 최대의 실패였다. 이러한 모든 상황에서 그랜트는 미드의 작전을 승인한 책임을 일단 지게 되었으나, 미드는 게티스버그에서 보여주었던 고도의 능력을 나타내는 일은 없었다.
스폿트실베니아 전투 후, 그랜트는 미드를 정규군의 소장으로 승진시킬 것을 요청했다. 1864년 5월 13일 육군장관 에드윈 스탄튼에게 보낸 전보에서 그랜트는 [미드는 나의 가장 낙천적인 예측을 합친 것 이상의 것을 갖고 있다. 그와 윌리엄 셔먼은 내가 만났던 대부대의 지휘관중에서 가장 적합한 사람이다]라고 술회했다.
미드는 명예로운 승진이 셔먼 및 자신의 부하로 있던 세리던의 뒤에 이루어진 것을 모욕이라 느꼈다.그러나 미드의 승진날짜는 전쟁이 끝난 시점이었고, 그랜트, 할렌큭 및 셔먼이 그를 뛰어넘은 것을 의미했다. 미드는 애포마톡스 전역에서도 전투를 벌였으나, 그랜트와 세리던이 그 평가의 대부분을 차지했다. 로버트 E. 리 장군이 애포마톡스 코트하우스에서 항복할 때 미드는 동석하지 않았다.

### 지휘의 결단
포토맥군 지휘관으로서 미드의 판단은 의론적이었다. 미드는 남군을 몰아세울 때 공격적이지 않고, 때에 따라서는 공격을 주저한 것을 고발당했다. 이 대중 및 19세기 역사화의 사이에서 평판은 미드의 성급함, 기자와의 사이가 나쁜점, 승리자 그랜트의 그늘에 가려진점 및 특히 다니엘 싱클스와의 토론에서 나쁜 인상을 주었던 결과로써 얻어지게 되었다. 최근 역사화의 연구에서는 이전보단 좀 더 나은 방향으로 빛을 보게 되었다. 미드는 무기의 개량에 의해 새로운 전술의 필요와 변화를 이해하고 작전을 지시하고 행동한 것을 인정했다. 실행가능할때에는 참호에 숨어 방어자세를 취한 적에 대해 정면공격을 가하지 않은 판단은 좀 더 신중한 연구가 필요하다. 이것은 제1차 세계대전의 서부전선에서 커다란 효과를 얻게 된 교훈이었다.

## 남북전쟁 후 경력
미드 장군은 1866년부터 그가 죽을때(1872년)까지 펜실베이니아주 페아몬트 공원의 이사가 되었다. 또 대서양 군사지구, 동부방면군 및 남부방면군을 합친 형태의 지휘관을 맡았다. 존 포프 소장을 대신해 레콘스트렉션 중 제3군정지구 군정장관이 되어, 1858년 1월 10일에 애틀란타에 부임했다. 하버드 대학에서 법학 명예박사직을 받고, 그의 과학적 업적은 미국 철학회 및 필라델피아 자연과학회등 여러 기관에서 인정받았다.

## 기념물
미드는 옛 상처로 인해 폐렴과 합병증으로 필라델피아에서 죽어 로렐빌 묘지에 매장되었다. 펜실베이니아 주에 미드의 동상이 있고, 게티스버그 국정군사공원에도 몇 개가 있다. 메릴랜드주 포트미드에 있던 미육군의 조지 G. 미드 요새는 그의 이름에서 유래된 것이었고, 캔자스주 미드군과 사우스다코타주 미드군도 같은 이유이다. 필라델피아의 올드 발티 남북전쟁 원탁은 전쟁 중 미드의 군마의 이름에서 유래된 것이다.
1890년과 1891년의 1000달러 국채(화폐국채로도 불림) 앞면에 미드의 초상을 새겼다. 1890년 국채는 표면에 수박 모양과 비슷한 커다란 '0'자가 포함되어 있어, 수집가들 사이에 '대 수박 국채'라 불리고 있다.

## 대중문화 속에서
마이켈 사라 소설 [저키라 엔젤스]를 번안한 영화 [게티스버그]에서 미드는 리처드 앤더슨이 연기하였다. 그 후 기타 영화, 텔레비전, 비디오는 아래의 목록과 같다.
- 에이브라햄 링컨의 극적인생(1924년), 알프레드 알렌
- 버지니아 시(1940년)
- 푸른색과 회색(1982년 텔레비, 미니시리즈)
- 아메리카의 스토리(1992년 텔레비)
- 게티스버그:운명의 3일간(2004년)
- 전장의 탐정(2004년 텔레비)
- 운명에서 벗어나 워싱턴을 구출한 전투(2006년 텔레비)

미드는 뉴트 깅그리치와 윌리엄 포스첸이 쓴 또하나의 역사소설 [게티스버그]에서도 등장한다.

## 참고 문헌
영어 위키백과의 참고문헌입니다.
- Coddington, Edwin B., The Gettysburg Campaign; a study in command, Scribner's, 1968, ISBN 0-684-84569-5.
- Davis, William C., and the Editors of Time-Life Books, Death in the Trenches: Grant at Petersburg, Time-Life Books, 1986, ISBN 0-8094-4776-2.
- Eicher, John H., and Eicher, David J., Civil War High Commands, Stanford University Press, 2001, ISBN 0-8047-3641-3.
- Gallagher, Gary W., ed., Three Days at Gettysburg: Essays on Confederate and Union Leadership, The Kent State University Press, 1999, ISBN 0-87338-629-9.
- Grant, Ulysses S., Personal Memoirs of U. S. Grant보관됨 2013-07-05 - 웨이백 머신, Charles L. Webster & Company, 1885–86, ISBN 0-914427-67-9.
- Hunt, Harrison, Heroes of the Civil War, Military Press, 1990, ISBN 0-517-01739-3.
- Jaynes, Gregory, and the Editors of Time-Life Books, The Killing Ground: Wilderness to Cold Harbor, Time-Life Books, 1986, ISBN 0-8094-4768-1.
- Sauers, Richard A., "George Gordon Meade", Encyclopedia of the American Civil War: A Political, Social, and Military History, Heidler, David S., and Heidler, Jeanne T., eds., W. W. Norton & Company, 2000, ISBN 0-393-04758-X.
- Sears, Stephen W., Controversies & Commanders: Dispatches from the Army of the Potomac, Houghton Mifflin Co., 1999, ISBN 0-395-86760-6.
- Tagg, Larry, The Generals of Gettysburg, Savas Publishing, 1998, ISBN 1-882810-30-9.
- Warner, Ezra J., Generals in Blue: Lives of the Union Commanders, Louisiana State University Press, 1964, ISBN 0-8071-0822-7.
- Meade family genealogy at rootsweb.com
- Meade biography at nndb.com
- Meade biography at civilwarhome.com 보관됨 2007-11-05 - 웨이백 머신
- Cape May Lighthouse history
- Historical marker website 보관됨 2011-06-09 - 웨이백 머신
- Cleaves, Freeman, Meade of Gettysburg, University of Oklahoma Press, 1991, ISBN 0-8061-2298-6.
- Meade, George Gordon (posthumous), The Life and Letters of George Gordon Meade, Major-General United States Army, Charles Scribner's Sons, 1913.
- Sears, Stephen W., Gettysburg, Houghton Mifflin, 2003, ISBN 0-395-86761-4.